# 劉騰
劉 騰（りゅう とう、464年 - 523年）は、北魏の宦官。字は青龍。本貫は譙郡。

## 経歴
幼い頃に事件に連座して宮刑を受け、宮中に入った。小黄門に任じられ、中黄門に転じた。孝文帝が南征のために懸瓠にいたとき、劉騰は本営に召し出された。孝文帝が宮中のことを訊ねると、劉騰は幽皇后が陳留公主とともに呪いをおこなっていることを報告した。このため劉騰は中黄門のまま、冗従僕射に進んだ。
後に茹皓とともに徐州・兗州に派遣され、民間の女性を選抜して宮中に入らせた。洛陽に帰還すると、中給事に転じた。ほどなく中尹・中常侍となり、龍驤将軍の号を加えられた。後に大長秋卿・金紫光禄大夫・太府卿となった。
515年（延昌4年）、孝明帝が即位すると、劉騰は宮中の護衛の任につき、開国子に封じられた。霊太后が臨朝称制すると、崇訓太僕となり、中侍中の任を加えられ、長楽県開国公に改封された。518年（神亀元年）9月、衛将軍・儀同三司の位を受けた。この頃、劉騰は霊太后の命を受けて、洛北の永橋を修築し、長秋寺・秦太上公寺・秦太上君寺などを建立した。
ときに吏部が劉騰の意を受けて、劉騰の弟を郡の軍事責任者に据えようとした。しかし清河王元懌がその人事を阻止したため、劉騰はこのことに恨みを抱いた。520年（正光元年）7月、領軍の元叉と共謀して元懌を殺害し、霊太后を宣光殿に幽閉した。この政変により、元叉は外朝を、劉騰は内廷を掌握して、二人が北魏の朝政をほしいままに動かすようになった。521年（正光2年）3月、劉騰は司空公に上った。
523年（正光4年）3月、在官のまま死去した。享年は60。使持節・驃騎大将軍・太尉公・冀州刺史の位を追贈された。525年（孝昌元年）、霊太后が政権に返り咲くと、追って劉騰は爵位を奪われ、その墓は暴かれ、財産は没収された。後に劉騰の養子のひとりが南朝梁に亡命すると、霊太后は激怒して、残りの劉騰の養子たちを汲郡で殺害させた。

## 伝記資料
- 『魏書』巻94 列伝第82
- 『北史』巻92 列伝第80